# Helga Storck (Schauspielerin)
Helga Storck (* 26. Dezember 1943 in Grünberg, Deutsches Reich) ist eine deutsche Schauspielerin und Drehbuchautorin.

## Leben
Sie wuchs in Halle/Saale und in Grünberg auf, ging in Schkopau zur Grundschule und besuchte die Käthe Kollwitz-Oberschule in Merseburg, die sie mit Abitur beendete. Bereits als Kind stand sie auf der Bühne. 1961 floh sie nach Berlin (West), wo sie sich von Marlise Ludwig künstlerisch ausbilden ließ und mit Diplom und Bühnenreife abschloss. Seit 1965 spielt sie professionell Theater und hatte Engagements an vielen Städtischen Bühnen wie in Hannover, Bonn, Bern, Köln oder München.
Ihre erste Filmrolle hatte sie 1974 in dem Fernsehfilm Ermittlungen gegen Unbekannt von Günter Wallraff und Jürgen Alberts. In den folgenden Jahren spielte sie in Nebenrollen in Serien wie SOKO 5113, Weiberwirtschaft oder Tatort. Ihre ersten Erfahrungen als Drehbuchautorin sammelte sie 1989 in der Serie Das Nest des hessischen Rundfunks. 2006 drehte sie zusammen mit Peter Goedel den Dokumentarfilm An der Saale hellem Strande – Ein Kulturhaus erzählt.
2013 wurde sie mit dem Kulturpreis Schlesien des Landes Niedersachsen geehrt.

## Filmografie (Auswahl)
- 1974: Ermittlungen gegen Unbekannt
- 1975: Anna
- 1977: Grete Minde
- 1978: Die allseitig reduzierte Persönlichkeit – Redupers
- 1979: 1 + 1 = 3
- 1980/1998: SOKO 5113 (Folgen: Tod in Kapseln; Gute Verhältnisse)
- 1982: Ein Stück Himmel
- 1985: Verkehrsgericht, Folge 8
- 1987: Weiberwirtschaft
- 1987: Hafendetektiv (Folge: Haus Abendsonne)
- 1987: Der Elegante Hund (Fernsehserie)
- 1991/1992: Tatort (Folgen: Tod eines Wachmanns; Kinderlieb)
- 1993: Ein Haus in der Toscana (Folge: Eine geschäftliche Beziehung)
- 1997: Virus X – Der Atem des Todes
- 1997: Die Sexfalle
- 1997: Bandits
- 1999: Deine besten Jahre
- 2006: Die Rosenheim-Cops (Folge: Ein Sarg für zwei)
- 2006: An der Saale hellem Strande – Ein Kulturhaus erzählt (Produktion)
- 2007: Toni Goldwascher
- 2007: Das Baby